# El Castell de Curull
El Castell de Curull és una muntanya de 1.305 metres que es troba al municipi de Sant Pere de Torelló, a la comarca d'Osona.